# Хмелина (река)
Хмелина — река в Тамбовской области России, левый приток Керши (бассейн Волги).
Длина реки составляет 49 км. Площадь бассейна — 404 км².
Начинается юго-восточнее посёлка Пихтеляй. Генеральным направлением течения реки является север. Впадает в Кёршу на высоте 108 м над уровнем моря около Прокудских Мостов.

## Данные водного реестра
По данным государственного водного реестра России относится к Окскому бассейновому округу, водохозяйственный участок реки — Цна от города Тамбов и до устья, речной подбассейн реки — Мокша. Речной бассейн реки — Ока.
Код объекта в государственном водном реестре — 09010200312110000029157.